# Еврістей
Еврісте́й, також Еврісфе́й (грец. Ευρυσθέας, латинізований запис Eurystheus) — нащадок Зевса, онук Персея, син Стенела й Нікіппи, цар Тиринфу та Мікен, який наказав Гераклові звершити дванадцять подвигів; після смерті Геракла переслідував його матір Алкмену та синів. Еврістей загинув разом зі своїми синами (Александром, Іфімедонтом, Еврібієм, Ментором та Перімедом) у битві з Гераклідами.